# Raheny United Football Club
Maillots
Dernière mise à jour : 4 novembre 2013.
Le Raheny United Football Club est un club de football basé à Raheny, un quartier situé au nord de l’agglomération de Dublin en Irlande. Le club est fondé en 1994. Le club joue au Morton Stadium.
Le club fait partie des six équipes sélectionnées par la fédération irlandaise de football pour disputer le tout premier championnat d'Irlande de football féminin.

## Une nouvelle entité
Le 19 juin 2015, Raheny United et le club de Shelbourne Football Club annoncent la fusion des deux équipes féminines. Cette fusion donne naissance à un nouveau club sous le nom de Shelbourne Ladies Football Club.

## Palmarès

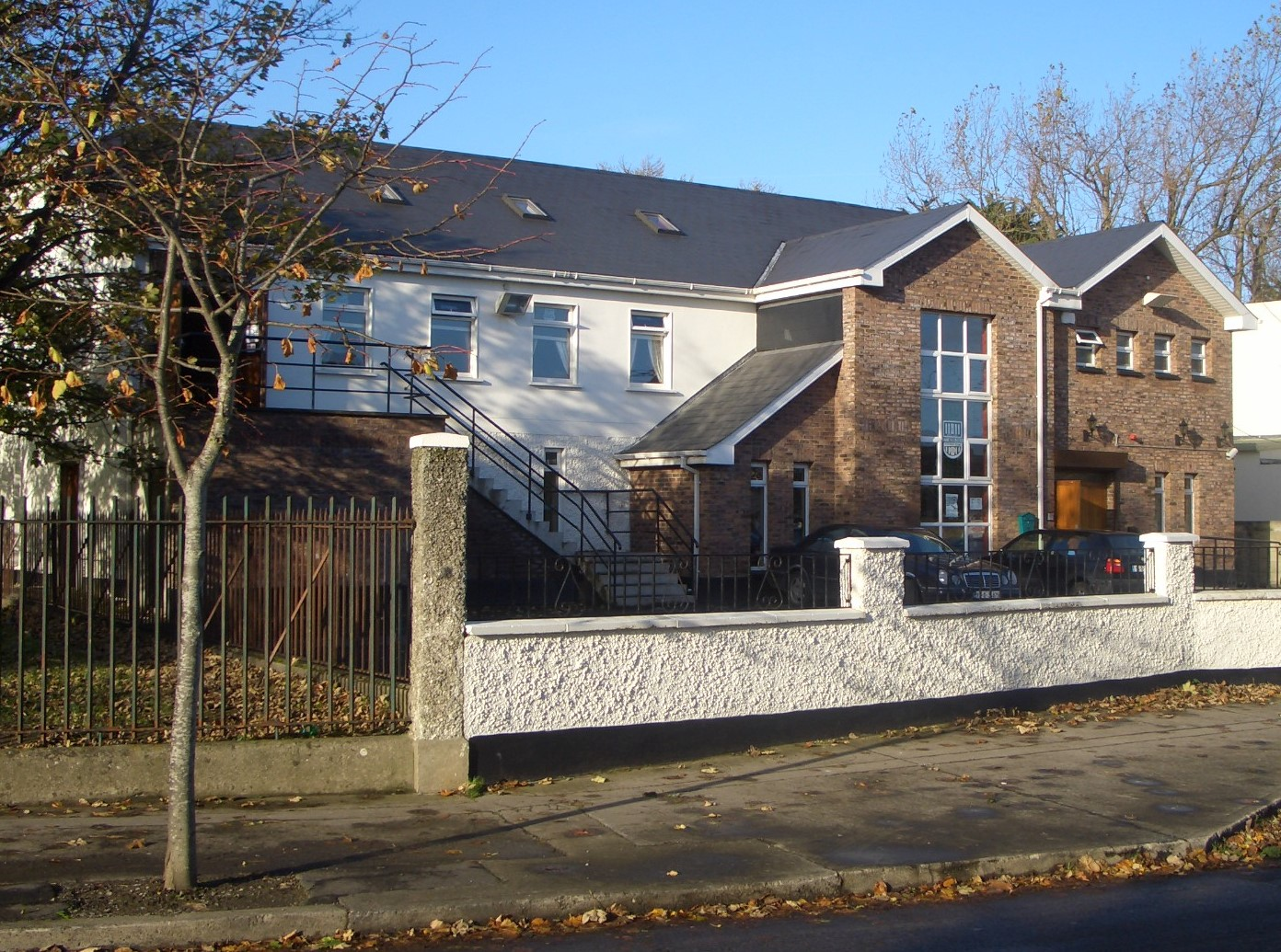
Le club-house en 2005.

- Championnat d'Irlande
  - Champion : 2013 et 2014
  - Vice-champion : 2012

- Coupe d'Irlande
  - Vainqueur : 2012 et 2013
  - Finaliste : 2007

- Coupe de la Ligue d'Irlande
  - Vainqueur : 2015